# دائرة منداس
دائرة منداس إحدى دوائر ولاية غليزان الجزائرية . عاصمتها هي منداس وتضم بلديات : 
- منداس
- واد السلام
- سيدي لزرق